# One Direction, le film
Pour plus de détails, voir Fiche technique et Distribution.
One Direction, le film (One Direction: This Is Us) est un documentaire 3D américain sur le boys band anglo-irlandais One Direction, sorti en 2013.

## Synopsis
One Direction : This Is Us nous plonge dans l'envers du décor lors d’une tournée du groupe mondialement connu One Direction.
À travers ce all-access composé d'images inédites de leurs concerts live, ce film nous raconte l’incroyable aventure de Niall, Zayn, Liam, Harry et Louis. Le film parle de leur ascension fulgurante, depuis leurs modestes débuts là ou ils ont grandi, puis la compétition The X Factor jusqu’à leur conquête du monde et leur performance très remarquée à l’O2 Arena à Londres. Décrit par les garçons eux-mêmes ; ils partagent leurs vécus de ce qu’est être un vrai One Direction.

## Fiche technique
- Titre : One Direction, le film
- Titre original : One Direction: This Is Us
- Autre titre anglais : 1D3D
- Réalisation : Morgan Spurlock
- Musique : Simon Franglen
- Photographie : Neil Harvey
- Montage : Marrian Cho, Guy Harding, Wyatt Smith, Pierre Takal et Cori Wapnowska
- Production : Simon Cowell, Ted Kenney, Adam Milano, Morgan Spurlock et Ben Winston
- Société de production : Fulwell 73, Syco Entertainment, TriStar Pictures et Warrior Poets
- Société de distribution : Sony Pictures Releasing (France) et TriStar Pictures / Sony Pictures Releasing (États-Unis)
- Pays :  États-Unis et  Royaume-Uni
- Genre : Film de concert
- Durée : 92 minutes
- Dates de sortie : 
  -  Royaume-Uni : 20 août 2013
  -  France : 28 août 2013

## Distribution
- One Direction
  - Niall Horan
  - Zayn Malik
  - Liam Payne
  - Harry Styles
  - Louis Tomlinson
- Simon Cowell
- Jon Shone
- Dan Richards
- Sandy Beales
- Josh Devine
- Melissa Pastrana
- Chris Rock
- Martin Scorsese

## Production
This Is Us a été en premier annoncé par le groupe sur The Today Show le 12 novembre 2012 , suivi par la confirmation que Morgan Spurlock réaliserait le film. Le film a commencé à être tourné le 17 janvier 2013 à Tokyo en 3D avec des RED Epic digital cameras 4K. Le film, précédemment nommé 1D3D, a été appelé One Direction: This Is Us à partir du 19 mars 2013.
Il a été annoncé plus tard que le film n'avait pas de scénario et que le groupe était filmé « naturellement ». Harry Styles a admis que les caméras les suivant partout étaient assez effrayantes mais que le film leur donnait l'opportunité de montrer leur vrais personnalités et comment ils étaient en dehors de la scène. Niall Horan a ajouté que l'équipe du film les suivaient partout, même dans les toilettes.
Des scènes de la bande annonce montrent des fans racontant leurs histoires à propos du groupe, à la suite d'une demande postée sur YouTube, ainsi que des commentaires de Simon Cowell, qui était leur coach pendant The X Factor et qui est un des producteurs du film.

## Sortie
L'avant-première mondiale du film s'est déroulée au Leicester Square, à Londres le 20 août 2013,. Le film est sorti en DVD le 19 décembre 2013.
Europe
- Allemagne: 12 septembre 2013
- Autriche: 11 octobre 2013
- Belgique: 28 août 2013
- Bulgarie: 30 août 2013
- Croatie: 29 août 2013
- Bosnie-Herzégovine: 29 août 2013
- Chypre: 30 août 2013
- Danemark: 28 août 2013
- Espagne: 30 août 2013
- Estonie: 30 août 2013
- Finlande: 30 août 2013
- France: 28 août 2013
- Grèce: 29 août 2013
- Hongrie: 5 septembre 2013
- Irlande: 29 août 2013
- Islande: 6 septembre 2013
- Italie: 5 septembre 2013
- Lettonie: 29 août 2013
- Lituanie: 29 août 2013
- Macédoine: 25 septembre 2013
- Norvège: 6 septembre 2013
- Pays-Bas: 29 août 2013
- Pologne: 30 août 2013
- Portugal: 29 août 2013
- République tchèque: 5 septembre 2013
- Roumanie: 30 août 2013
- Royaume-Uni: 29 août 2013
- Russie: 30 août 2013
- Serbie: 29 août 2013
- Slovaquie: 5 septembre 2013
- Slovénie: 28 août 2013
- Suède: 28 août 2013
- Suisse: 30 août 2013
- Turquie: 30 août 2013

Amérique du Nord
- Canada: 30 août 2013
- États-Unis: 30 août 2013

Amérique Latine
- Argentine: 29 août 2013
- Bolivie: 10 septembre 2013
- Brésil: 6 septembre 2013
- Chili: 29 août 2013
- Colombie: 30 août 2013
- Équateur: 30 août 2013
- Jamaïque: 30 août 2013
- Mexique: 30 août 2013
- Pérou: 29 août 2013
- Porto Rico: 5 septembre 2013
- République dominicaine: 29 août 2013
- Uruguay: 30 août 2013
- Venezuela: 30 septembre 2013

Moyen-Orient/Afrique et Asie
- Australie: 19 septembre 2013
- Bahreïn: 29 août 2013
- Cambodge: 17 septembre 2013
- Égypte: 11 septembre 2013
- Émirats arabes unis: 29 août 2013
- Éthiopie: 30 août 2013
- Hong Kong: 30 août 2013
- Inde: 6 septembre 2013
- Indonésie: 31 août 2013
- Irak: 29 août 2013
- Israël: 29 août 2013
- Jordanie: 29 août 2013
- Koweït: 29 août 2013
- Liban: 29 août 2013
- Malaisie: 29 août 2013
- Maroc: 4 septembre 2013
- Népal: 13 septembre 2013
- Nouvelle-Zélande: 19 septembre 2013
- Oman: 29 août 2013
- Qatar: 29 août 2013
- Afrique du Sud: 11 septembre 2013
- Tunisie: 21 septembre 2013
- Taïwan: 30 août 2013
- Thaïlande: 13 octobre 2013
- Pakistan: 27 septembre 2013
- Philippines: 30 août 2013
- Singapour: 29 août 2013
- Viêt Nam: 13 décembre 2013

## Lancement

### Marketing
Dans le cadre de la campagne du marketing, le groupe a permis aux fans d'ajouter des photos d'elles-mêmes qui apparaîtraient sur une des versions de l'affiche pour cinéma.
Une première bande-annonce a été dévoilée le 8 février 2013, suivie d'une seconde dévoilée le 25 juin 2013. Cette seconde bande-annonce contenait un extrait de "Best Song Ever", le premier single de leur troisième album studio, Midnight Memories.

### Version étendue
Le 9 septembre 2013, il a été annoncé que Sony sortirait une "version étendue" de This Is Us le 13 septembre. Cette version inclut 20 minutes d'images de plus avec quatre nouvelles chansons.

## Réception

### Box office
This Is Us a engrangé 28 873 374 $ en Amérique du Nord, et  39 395 918 $ dans les autres pays, pour un total mondial de 68 269 292 $. Il est actuellement le quatrième film musical le plus rentable.
Le film a atteint les 2,7 millions $ de recette dès son premier jeudi, et se place en tête du box-office pendant son premier weekend, rapportant 17 000 000 $. This Is Us est le troisième film musical à atteindre le top du box-office, après les films Hannah Montana & Miley Cyrus: Best of Both Worlds et Michael Jackson's This Is It. 
Selon Forbes, le film atteindrait le top du box-office sur son premier weekend avec une estimation de 18 millions $ rapportés.
Le film a été un succès mondial au box office, rapportant plus de six fois son budget.